# セルゲイ・テチューヒン
セルゲイ・ユリエヴィチ・テチューヒン（ロシア語: Сергей Юрьевич Тетюхин, 1975年9月23日 - ）は、ロシアの元男子バレーボール選手。元ロシア代表。

## 来歴
ウズベク・ソビエト社会主義共和国のフェルガナ出身。1992年、ロシアスーパーリーグのベロゴリエへ入団。1999年にイタリア・セリエAのパルマへ移籍、2シーズンプレーしたのち、2001年にベロゴリエへ戻った。ディナモ・カザン、ロコモティフ・ベロゴリエ、ゼニト・カザンを経て、2011年からベロゴリエ・ベルゴロドに所属。
ロシアスーパーリーグではリーグ優勝10回とカップ優勝10回に貢献し、MVPを4度獲得（1999年、2003年、2006年、2008年）。欧州チャンピオンズリーグでは優勝4回に貢献するとともに2003年にMVPを獲得、2014年にもMVPを獲得した。
1996年に代表入りして以来、15年以上に渡りロシア代表のレフトポジションのオールラウンダーとして活躍し、1999年ワールドカップ、2011年ワールドカップで金メダル、2002年世界選手権、2007年ワールドカップで銀メダル獲得のほか、オリンピックには5大会連続出場し、2000年シドニーオリンピックで銀メダル、2004年アテネオリンピック、2008年北京オリンピックで銅メダル獲得に貢献した。
36歳で出場した2012年8月のロンドンオリンピックでは金メダル獲得に貢献し、ソ連のインナ・リスカル、キューバのアナ・フェルナンデス、イタリアのサムエル・パピと共に、オリンピックのバレーボール競技で4つのメダルを獲得した選手となった。
2018年、42歳で現役引退。2021年からはベロゴリエ・ベルゴロドの代表を務めている。
2021年にバレーボール殿堂入り。

## 球歴

### ナショナルチーム代表歴
- オリンピック - 1996年（4位）、2000年（銀メダル）、2004年（銅メダル）、2008年（銅メダル）、2012年（金メダル）
- 世界選手権 - 2002年（銀メダル）
- ワールドカップ - 1999年（金メダル）、2007年（銀メダル）、2011年（金メダル）
- ワールドリーグ - 2002年（優勝）、1998年、2000年（準優勝）、1996年、2001年、2008年、2009年（3位）
- 欧州選手権 - 1999年、2005年、2007年（準優勝）、2001年、2003年（3位）

### クラブチーム優勝歴
- ロシアリーグ - 1997年、1998年、2002年、2003年、2004年、2005年、2007年、2010年、2011年、2013年
- ロシアカップ - 1995年、1996年、1997年、1998年、2003年、2005年、2007年、2009年、2012年、2013年
- 欧州チャンピオンズリーグ - 2003年、2004年、2008年、2014年

## 所属クラブ
- ベロゴリエ / ロコモティフ / ベロゴリエ・ディナモ[注 1]（1992-1999年）
- パッラヴォーロ・パルマ（1999-2001年）
- ロコモティフ・ベロゴリエ（2001-2006年）
- ディナモ・カザン（2006-2008年）
- ロコモティフ・ベロゴリエ（2008-2009年）
- ゼニト・カザン（2009-2011年）
- ベロゴリエ・ベルゴロド（2011-2018年）